# Paul Claudel à seize ans
Pour les articles homonymes, voir Claudel.
Paul Claudel à seize ans (autres titres : Jeune Romain ou Mon frère) est un buste en bronze représentant Paul Claudel réalisé par sa sœur Camille Claudel (1864-1943). Il fait partie des nombreuses représentations de ce frère pour qui l’artiste avait une grande admiration. Il existe plusieurs exemplaires de ce buste, dont un coulé en 1895, exposé dans le salon rouge du musée des Augustins à Toulouse. Les autres sont conservés dans les musées de Tourcoing, Toulon, Avignon et dans une collection privée.

## Historique de l'œuvre
Ce buste est la deuxième représentation sculptée de Paul Claudel réalisé par sa sœur. Il est vu comme l'expression de l'admiration que la sculptrice portait pour son frère. Il existe deux moules, le premier dit « plâtre Rothschild », qui a servi à la fonte des bustes en bronze et qui a probablement été brisé ensuite ; le second dit « plâtre patiné », en terre, conservé par la famille Claudel, puis acquis en 2017 par le conseil départemental de l’Aube et désormais au Musée Camille-Claudel de Nogent-sur-Seine. Ce dernier a pu être modifié quelques années après, alors que Paul était âgé de 18 ans[réf. nécessaire]. La chevelure est le changement le plus flagrant : plus rase et crépue. 
C'est par l'intermédiaire de cette réalisation que l’artiste est remarquée par Auguste Rodin et qu'elle quitte l’atelier de son premier maître Alfred Boucher pour rejoindre celui du sculpteur. Le buste motiva le mécénat d' Alphonse de Rothschild : le baron en finança les fontes avant de les donner gracieusement à différents musées français.

## Description
Il s'agit d'une sculpture en ronde-bosse. Le buste s’arrête au-dessous de la poitrine de Paul Claudel. La coupure est nette et horizontale. Le drapé recouvre le torse et les épaules du jeune Paul, les plis, essentiellement sur l’épaule et le côté gauche, sont désordonnés et obliques.
Le visage est de forme ovale, les pupilles sont représentées par un creux. Des mèches de cheveux légèrement ondulées sont distribuées sur le haut du front et les tempes. Quant à la bouche, elle est nettement dessinée et un peu pulpeuse au-dessus d’un menton très légèrement avancé.

## Contexte
Au XIXe siècle les sculpteurs créent sur commande de l’État des œuvres destinées à être exposées dans des lieux publics. La sculpture orne donc avant tout les fontaines, les bâtiments ou les places publiques sous une forme monumentale. Néanmoins Camille Claudel n’a que très peu de commandes de l’État, vivant plutôt grâce à des mécènes particuliers tel qu'Alphonse de Rothschild. Elle ne pratique pas la sculpture d’extérieur. Le portrait est également un genre sculptural important du XIXe siècle, sous la forme de bustes décoratifs d’intérieur comme le pratique Camille Claudel pour les portraits de son frère.

## Analyse

### Choix du modèle
L’admiration de Camille Claudel pour son frère a été une source d’inspiration tout au long de sa carrière. En 1881, elle le représente à l’âge de treize ans, nommant son œuvre Jeune Achille : c’est sa première œuvre de jeunesse reconnue en tant que telle. Un portrait de lui aux crayons de couleur est également réalisé en 1888, alors qu’il a vingt ans. Elle exécute à nouveau un buste de lui en 1905, alors qu'il est âgé de trente-sept ans.

### Réalisation de l’œuvre
Camille Claudel réalise le premier modelage en 1884, tandis que le tirage en bronze n'est réalisé qu'en 1893 par A. Gruet fondeur .

### Style
Cette œuvre de jeunesse de Camille Claudel est antérieure à sa rencontre avec Rodin. Bien que le portrait en buste soit une forme à la mode, l’artiste exprime déjà son style particulier et sa capacité à exprimer ses sentiments personnels en œuvre d’art. Paul Claudel définit sa sœur et son œuvre ainsi « La sculpture, comme les autres arts, se retire dans cette chambre solitaire où le poète abrite ses rêves interdits. Camille Claudel est le premier ouvrier de cette sculpture intérieure ». 

## Réception critique
Étant une œuvre de jeunesse, ce buste reste inconnu des contemporains de Camille Claudel. C’est toutefois grâce à lui que l’artiste se fit connaître de Rodin et de son mécène le baron de Rothschild.

### Monographies
- Gérard Bouté, Camille Claudel, le miroir et la nuit., éditions de l'Amateur, 1995, 235 p..
- Reine Marie Paris, Camille Claudel re-trouvée, Paris, Aittouarès, 2004, 639 p..
- fondation MAPFRE Madrid, Camille Claudel, Paris, Gallimard et musée Rodin, 2007, 417 p..
- Anne Rivière, Bruno Gaudichon et Danielle Ghanassia, Camille Claudel, Paris, Adambiro, 1996, 231 p..

### Varia
- Dossier d’œuvre n°RA 941 : Paul Claudel à seize ans, Toulouse, Centre de documentation du Musée des Augustins.
- George Duby et Jean-Luc Daval, La sculpture de la Renaissance au XXe siècle, Cologne, Taschen, 1999, 607 p..